# Sympherobius pupillus
Sympherobius pupillus is een insect uit de familie van de bruine gaasvliegen (Hemerobiidae), die tot de orde netvleugeligen (Neuroptera) behoort. 
Sympherobius pupillus is voor het eerst wetenschappelijk beschreven door Navás in 1915.